# Évora (fromage)
Pour les articles homonymes, voir Évora (homonymie).

L'Évora ou Queijo de Évora est un fromage portugais, fabriqué dans la région d'Évora, chef-lieu du district d'Évora et de l'ancienne province du Haut Alentejo, à environ 150 km à l'est de Lisbonne. Il bénéficie d'une appellation d'origine protégée (AOP).
C'est un petit fromage au lait de brebis à pâte pressée cuite ou pâte dure d'un poids moyen de 100 à 150 grammes.
Ces fromages sont assez piquants, salés et se fendent en lamelles sous la lame du couteau. Connus également sous le nom de queijinhos do Alentejo (petits fromages de l'Alentejo), ils sont parfois conservés dans l'huile d'olive, donc moins durs.